# Georges Hellebuyck (syn)
Willy Richard Georges Hellebuyck (ur. 20 czerwca 1920 w Antwerpii) – belgijski żeglarz, olimpijczyk.
Na regatach rozegranych podczas Letnich Igrzysk Olimpijskich 1948 wystąpił w klasie Dragon zajmując 12 pozycję. Załogę jachtu Dolfijn tworzyli również Albert Huybrechts, Roger Anciaux, Charles Delfosse, Jacques Lauwerys i Jacques Lippens.
Jego ojciec, również Georges, był olimpijczykiem z 1920 roku.